# Erwin Tischler
Erwin Tischler (Colônia, 27 de julho de 1951) é um ex-ciclista alemão que representou a Alemanha Ocidental em duas provas nos Jogos Olímpicos de Verão de 1972.